# Angelo Armenante
Angelo Armenante (Potenza, 21 ottobre 1844 – Roma, 16 aprile 1878) è stato un matematico italiano.

## Biografia
Fu anche ufficiale di Marina e poi, dopo essersi laureato in matematica all'Università di Napoli, insegnante nei Licei di Parma, Roma e Chieti.
Nel 1870 divenne prima incaricato di Analisi superiore e successivamente straordinario di Geometria analitica. Tuttavia, poco dopo morì, quando ancora era in età giovane.
Armenante pubblicò alcuni lavori di cui gran parte inerenti alla geometria.